# Q - The Winged Serpent
Q - The Winged Serpent (en español, La serpiente voladora) es una película de 1982 escrita y dirigida por Larry Cohen y protagonizada por Michael Moriarty, Candy Clark, David Carradine y Richard Roundtree.  
La película fue filmada en el Edificio Chrysler.  

## Argumento
Uno de los grandes títulos del cine de serie B norteamericana de la década y una de las mejores películas de su director, Larry Cohen. El terror que produce una gigantesca serpiente voladora en Manhattan nunca resulta risible, contando con eficaces efectos especiales de David W. Allen y aterradores decorados de la cúpula del Chrysler Building, donde el bichejo tiene su nido.

## Elenco
| Actor              | Personaje          |
| ------------------ | ------------------ |
| Michael Moriarty   | Jimmy Quinn        |
| Candy Clark        | Joan               |
| David Carradine    | Detective Shepard  |
| Richard Roundtree  | Sargento Powell    |
| James Dixon        | Murray             |
| Malachy McCourt    | McConnell          |
| Fred J. Scollay    | Capitán Fletcher   |
| Peter Hock         | Detective Clifford |
| Ron Cey            | Detective Hoberman |
| Mary Louise Weller | Mrs. Pauley        |

## Lanzamiento
La película recibió un lanzamiento limitado en los Estados Unidos por United Film Distribution Company en octubre de 1982. Recaudó cerca de $255,000 en la taquilla.
La película luego fue lanzada en VHS por MCA/Universal Home Video. Fue lanzada en DVD por Blue Underground en 2003.
Roger Ebert le dio 2 estrellas y media.